# Gaál László (felvételvezető)
Gaál László, született: Gauzer László (Budapest, 1903. április 24. – ?) magyar felvételvezető, ügyelő, színész. A Hunnia Filmgyár számos filmjében működött közre.

## Életpályája
Gauzer Antal lakatossegéd és Hlavicska Anna gyermekeként született. Az Országos Színészegyesület színiiskolájában tanult, melynek elvégzését követően vidéki színházakban játszott, majd a Belvárosi Színház színésze volt hat évig. Volt segédrendező, majd külföldön, Berlinben, Bécsben és Prágában is szerencsét próbált. Német filmben is játszott. 1936-ban a Hunnia Filmgyárban kezdett dolgozni felvételvezetőként. Számos híres magyar filmben működött közre, mint a Bob herceg, az Álomkeringő, a Katyi, a Sziámi macska vagy az Úri muri. Színészként is több filmben felbukkant.
Filmtörténeti szempontból is értékes fényképgyűjteményét a Hangosfilm kezeli.

## Filmszerepei
- Magdolna (1942) – pincér
- Négylovas hintó (1942)
- Egy asszony visszanéz (1942)
- Anyámasszony katonája (1943)
- Menekülő ember (1944) – turista
- Szováthy Éva (1944)
- Könnyű múzsa (1947)
- A tettes ismeretlen (1958)